# Michael Chang
Michael Te-pei Chang (Hoboken, 22 febbraio 1972) è un allenatore di tennis ed ex tennista statunitense, vincitore dell'Open di Francia nel 1989. Professionista dal 1988 al 2003, ha raggiunto come miglior classifica il secondo posto del ranking del tennis mondiale maschile ATP.

## Carriera
Entrambi i genitori di Chang - Joe (張洪笙) e Betty Tung (董良因) - sono cresciuti a Taiwan e hanno poi studiato negli Stati Uniti, dove si sono incontrati. Betty si trasferì negli States nel 1959 e Joe nel 1966. Da junior vince la quarta edizione del Les Petits As nel 1986.
Nel 1988 inizia la carriera professionistica nel tennis. Già nel 1989 vince il suo primo (e unico) torneo del Grande Slam: si trattò del più giovane giocatore di tennis ad aver vinto una prova dello Slam, all'età di 17 anni e poco più di tre mesi. Quell'edizione del Roland Garros lo vide protagonista di un incredibile ottavo di finale contro il campione cecoslovacco e numero uno del mondo Ivan Lendl. Colto dai crampi già alla fine del terzo set, Chang, sotto di due set, riuscì a portare a casa la vittoria al quinto, dopo un'epica battaglia (il punteggio fu di 4-6, 4-6, 6-3, 6-3, 6-3 in 4 ore e 38 minuti). Memorabile rimane l'ottavo gioco del quinto set quando, sul 4-3 per Chang al servizio e 15-30 per Lendl, il giovane americano si inventò di battere la palla dal basso. Poco dopo, avanti 5-3 e con Lendl al servizio sotto 15-40 nel game decisivo, Chang, per rispondere, si mise a pochi centimetri dal quadrato di servizio, innervosendo Lendl e costringendolo al doppio fallo. In quell'edizione batté successivamente l'haitiano Ronald Agénor, lo specialista della terra rossa Andrej Česnokov ed in finale Stefan Edberg, dopo altri 5 combattuti set e quasi 4 ore di gioco.
Chang agli US Open del 1992 perse la semifinale giocando ancora contro Stefan Edberg, ma lo impegnò per oltre 5 ore di gioco (5h26'), cedendo 6-7, 7-5, 7-6, 5-7, 6-4. La partita è anche la più lunga nella storia degli US Open. Una veloce scalata lo porta ai vertici della classifica ATP dove raggiunge la posizione n°2 (il 9 settembre 1996) all'indomani degli US Open, persi in finale contro l'altro rivale e amico Pete Sampras. Chang era dotato di mobilità fisica e solidità mentale, con le quali sopperiva alla carenza di muscoli e centimetri (175 contro la media degli avversari ben oltre i 180).
Rimanendo costantemente nei primi 10 giocatori del mondo, vince 34 tornei maggiori ATP e nell'edizione 2003 degli Open USA annuncia il ritiro dall'attività professionistica. Nello stesso torneo pone fine alla carriera anche Pete Sampras. Chang detiene il record di più giovane vincitore di una prova del Grande Slam, con il successo storico al Roland Garros di Parigi nel 1989 a 17 anni e 3 mesi.
Fu lui a introdurre la consuetudine, tuttora diffusa tra i tennisti anche di altissimo livello, di mangiare banane nelle pause tra un gioco e l'altro, per prevenire i crampi tramite l'assunzione di potassio. È stato inserito nell'International Tennis Hall of Fame nel 2008.

## Vita privata
Ha due figlie, nate dal suo matrimonio con la collega Amber Liu.

## Finali nei tornei del Grande Slam

### Vinte (1)
| Anno | Torneo          | Avversario in finale | Punteggio               |
| 1989 | Open di Francia | Stefan Edberg        | 6–1, 3–6, 4–6, 6–4, 6–2 |

### Perse (3)
| Anno | Torneo          | Avversario in finale | Punteggio          |
| 1995 | Open di Francia | Thomas Muster        | 7–5, 6–2, 6–4      |
| 1996 | Australian Open | Boris Becker         | 6–2, 6–4, 2–6, 6–2 |
| 1996 | US Open         | Pete Sampras         | 6–1, 6–4, 7–6(3)   |

## Statistiche

### Singolare

#### Vittorie (34)
| Legend                                         |
| Grande Slam (1)                                |
| Tennis Masters Cup / ATP World Tour Finals (0) |
| ATP Masters Series (7)                         |
| ATP Championship Series (5)                    |
| ATP World Series / Grand Prix (21)             |

| Legenda superfici |
| Cemento (21)      |
| Terra (4)         |
| Erba (0)          |
| Sintetico (9)     |

| Nº  | Data              | Torneo                                                                  | Superficie  | Avversario della finale | Risultato               |
| --- | ----------------- | ----------------------------------------------------------------------- | ----------- | ----------------------- | ----------------------- |
| 1.  | 26 settembre 1988 | SAP Open, San Francisco (1)                                             | Sintetico   | Johan Kriek             | 6–2, 6–3                |
| 2.  | 29 maggio 1989    | Open di Francia, Parigi                                                 | Terra rossa | Stefan Edberg           | 6–1, 3–6, 4–6, 6–4, 6–2 |
| 3.  | 7 novembre 1989   | Wembley Championship, Wembley                                           | Sintetico   | Guy Forget              | 6–2, 6–1, 6–1           |
| 4.  | 23 luglio 1990    | Canada Masters, Toronto                                                 | Cemento     | Jay Berger              | 4–6, 6–3, 7–6(2)        |
| 5.  | 4 novembre 1991   | Birmingham Open, Birmingham                                             | Sintetico   | Guillaume Raoux         | 6–3, 6–2                |
| 6.  | 3 febbraio 1992   | SAP Open, San Francisco (2)                                             | Cemento     | Jim Courier             | 6–3, 6–3                |
| 7.  | 2 marzo 1992      | Indian Wells Masters, Indian Wells (1)                                  | Cemento     | Andrej Česnokov         | 6–3, 6–4, 7–5           |
| 8.  | 13 marzo 1992     | Miami Masters, Key Biscayne                                             | Cemento     | Alberto Mancini         | 7–5, 7–5                |
| 9.  | 11 gennaio 1993   | ATP Jakarta, Giacarta (1)                                               | Cemento     | Carl-Uwe Steeb          | 2–6, 6–2, 6–1           |
| 10. | 29 marzo 1993     | ATP Osaka, Osaka                                                        | Cemento     | Amos Mansdorf           | 6–4, 6–4                |
| 11. | 9 agosto 1993     | Cincinnati Masters, Cincinnati (1)                                      | Cemento     | Stefan Edberg           | 7–5, 0–6, 6–4           |
| 12. | 27 settembre 1993 | Kuala Lumpur Open, Kuala Lumpur                                         | Cemento     | Jonas Svensson          | 6–0, 6–4                |
| 13. | 18 ottobre 1993   | China Open, Pechino (1)                                                 | Sintetico   | Greg Rusedski           | 7–6(5), 6(6)–7, 6–4     |
| 14. | 10 gennaio 1994   | ATP Jakarta, Giacarta (2)                                               | Cemento     | David Rikl              | 6–3, 6–3                |
| 15. | 14 febbraio 1994  | U.S. Pro Indoor, Filadelfia                                             | Sintetico   | Paul Haarhuis           | 6–3, 6–2                |
| 16. | 11 aprile 1994    | Hong Kong Open, Hong Kong (1)                                           | Cemento     | Patrick Rafter          | 6–1, 6–3                |
| 17. | 25 aprile 1994    | Verizon Tennis Challenge, Atlanta (1)                                   | Terra verde | Todd Martin             | 6(4)–7, 7–6(4), 6–0     |
| 18. | 8 agosto 1994     | Cincinnati Masters, Cincinnati (2)                                      | Cemento     | Stefan Edberg           | 6–2, 7–5                |
| 19. | 17 ottobre 1994   | China Open, Pechino (2)                                                 | Sintetico   | Anders Järryd           | 7–5, 7–5                |
| 20. | 17 aprile 1995    | Hong Kong Open, Hong Kong (2)                                           | Cemento     | Jonas Björkman          | 6–3, 6–1                |
| 21. | 1º maggio 1995    | Verizon Tennis Challenge, Atlanta (2)                                   | Terra verde | Andre Agassi            | 6–2, 6(6)–7, 6–4        |
| 22. | 9 ottobre 1995    | Tokyo Indoor, Tokyo                                                     | Sintetico   | Mark Philippoussis      | 6–3, 6–4                |
| 23. | 16 ottobre 1995   | China Open, Pechino (3)                                                 | Sintetico   | Renzo Furlan            | 7–5, 6–3                |
| 24. | 11 marzo 1996     | Indian Wells Masters, Indian Wells (2)                                  | Cemento     | Paul Haarhuis           | 7–5, 6–1, 6–1           |
| 25. | 15 luglio 1996    | Legg Mason Tennis Classic, Washington (1)                               | Cemento     | Wayne Ferreira          | 6–2, 6–4                |
| 26. | 29 luglio 1996    | Countrywide Classic, Los Angeles (1)                                    | Cemento     | Richard Krajicek        | 6–4, 6–3                |
| 27. | 17 febbraio 1997  | Regions Morgan Keegan Championships and the Cellular South Cup, Memphis | Cemento     | Todd Woodbridge         | 6–3, 6–4                |
| 28. | 10 marzo 1997     | Indian Wells Masters, Indian Wells (3)                                  | Cemento     | Bohdan Ulihrach         | 4–6, 6–3, 6–4, 6–3      |
| 29. | 7 aprile 1997     | Hong Kong Open, Hong Kong (3)                                           | Cemento     | Patrick Rafter          | 6–3, 6–3                |
| 30. | 21 aprile 1997    | U.S. Men's Clay Court Championships, Orlando                            | Terra verde | Grant Stafford          | 4–6, 6–2, 6–1           |
| 31. | 14 luglio 1997    | Legg Mason Tennis Classic, Washington, D.C. (2)                         | Cemento     | Petr Korda              | 5–7, 6–2, 6–1           |
| 32. | 24 agosto 1998    | U.S. Pro Tennis Championships, Boston                                   | Cemento     | Paul Haarhuis           | 6–3, 6–4                |
| 33. | 5 ottobre 1998    | Shanghai Open, Shanghai                                                 | Sintetico   | Goran Ivanišević        | 4–6, 6–1, 6–2           |
| 34. | 24 luglio 2000    | Countrywide Classic, Los Angeles (2)                                    | Cemento     | Jan-Michael Gambill     | 6(2)–7, 6–3, rit.       |

#### Finali perse (24)
| \| Legend \| \| Grande Slam (3) \| \| Tennis Masters Cup (1) \| \| Grand Slam Cup (2) \| \| ATP Masters Series (2) \| \| ATP Championship Series (4) \| \| ATP World Series (12) \| |
| Legend |
| Grande Slam (3) |
| Tennis Masters Cup (1) |
| Grand Slam Cup (2) |
| ATP Masters Series (2) |
| ATP Championship Series (4) |
| ATP World Series (12) |

| Nº  | Data              | Torneo                                       | Superficie  | Avversario della finale | Risultato           |
| --- | ----------------- | -------------------------------------------- | ----------- | ----------------------- | ------------------- |
| 1.  | 18 settembre 1989 | Countrywide Classic, Los Angeles (1)         | Cemento     | Aaron Krickstein        | 2–6, 6–4, 6–2       |
| 2.  | 30 luglio 1990    | Countrywide Classic, Los Angeles (2)         | Cemento     | Stefan Edberg           | 7–6(4), 2–6, 7–6(3) |
| 3.  | 5 novembre 1990   | Wembley Championship, Wembley                | Sintetico   | Jakob Hlasek            | 7–6(7), 6–3         |
| 4.  | 10 dicembre 1991  | Grand Slam Cup, Monaco (1)                   | Sintetico   | David Wheaton           | 7–5, 6–2, 6–4       |
| 5.  | 13 aprile 1992    | Hong Kong Open, Hong Kong (1)                | Cemento     | Jim Courier             | 7–5, 6–3            |
| 6.  | 8 dicembre 1992   | Grand Slam Cup, Monaco (2)                   | Sintetico   | Michael Stich           | 6–2, 6–3, 6–2       |
| 7.  | 2 agosto 1993     | Countrywide Classic, Los Angeles (3)         | Cemento     | Richard Krajicek        | 0–6, 7–6(3), 7–6(5) |
| 8.  | 23 agosto 1993    | Pilot Pen Tennis, Long Island                | Cemento     | Marc Rosset             | 6–4, 3–6, 6–1       |
| 9.  | 31 gennaio 1994   | SAP Open, San José (1)                       | Cemento     | Renzo Furlan            | 3–6, 6–3, 7–5       |
| 10. | 4 aprile 1994     | AIG Japan Open Tennis Championships, Tokyo   | Cemento     | Pete Sampras            | 6–4, 6–2            |
| 11. | 10 ottobre 1994   | Tokyo Indoor, Tokyo                          | Sintetico   | Goran Ivanišević        | 6–4, 6–4            |
| 12. | 6 febbraio 1995   | SAP Open, San José (2)                       | Cemento     | Andre Agassi            | 6–2, 1–6, 6–3       |
| 13. | 20 febbraio 1995  | U.S. Pro Indoor, Filadelfia                  | Sintetico   | Thomas Enqvist          | 0–6, 6–4, 6–0       |
| 14. | 29 maggio 1995    | Open di Francia, Parigi                      | Terra rossa | Thomas Muster           | 7–5, 6–2, 6–4       |
| 15. | 7 agosto 1995     | Cincinnati Masters, Cincinnati (1)           | Cemento     | Andre Agassi            | 7–5, 6–2            |
| 16. | 14 novembre 1995  | ATP World Tour Finals, Francoforte           | Sintetico   | Boris Becker            | 7–6(3), 6–0, 7–6(5) |
| 17. | 15 gennaio 1996   | Australian Open, Melbourne                   | Cemento     | Boris Becker            | 6–2, 6–4, 2–6, 6–2  |
| 18. | 8 aprile 1996     | Hong Kong Open, Hong Kong (2)                | Cemento     | Pete Sampras            | 6–4, 3–6, 6–4       |
| 19. | 5 agosto 1996     | Cincinnati Masters, Cincinnati (2)           | Cemento     | Andre Agassi            | 7–6(4), 6–4         |
| 20. | 26 agosto 1996    | US Open, New York                            | Cemento     | Pete Sampras            | 6–1, 6–4, 7–6(3)    |
| 21. | 30 settembre 1997 | ATP Singapore, Singapore                     | Sintetico   | Jonathan Stark          | 6–4, 6–4            |
| 22. | 16 febbraio 1998  | RMK Championships, Memphis                   | Cemento     | Mark Philippoussis      | 6–3, 6–2            |
| 23. | 20 aprile 1998    | U.S. Men's Clay Court Championships, Orlando | Terra verde | Jim Courier             | 7–5, 3–6, 7–5       |
| 24. | 10 gennaio 2000   | Heineken Open, Auckland                      | Cemento     | Magnus Norman           | 3–6, 6–3, 7–5       |